# Pochówek łodziowy w Salme

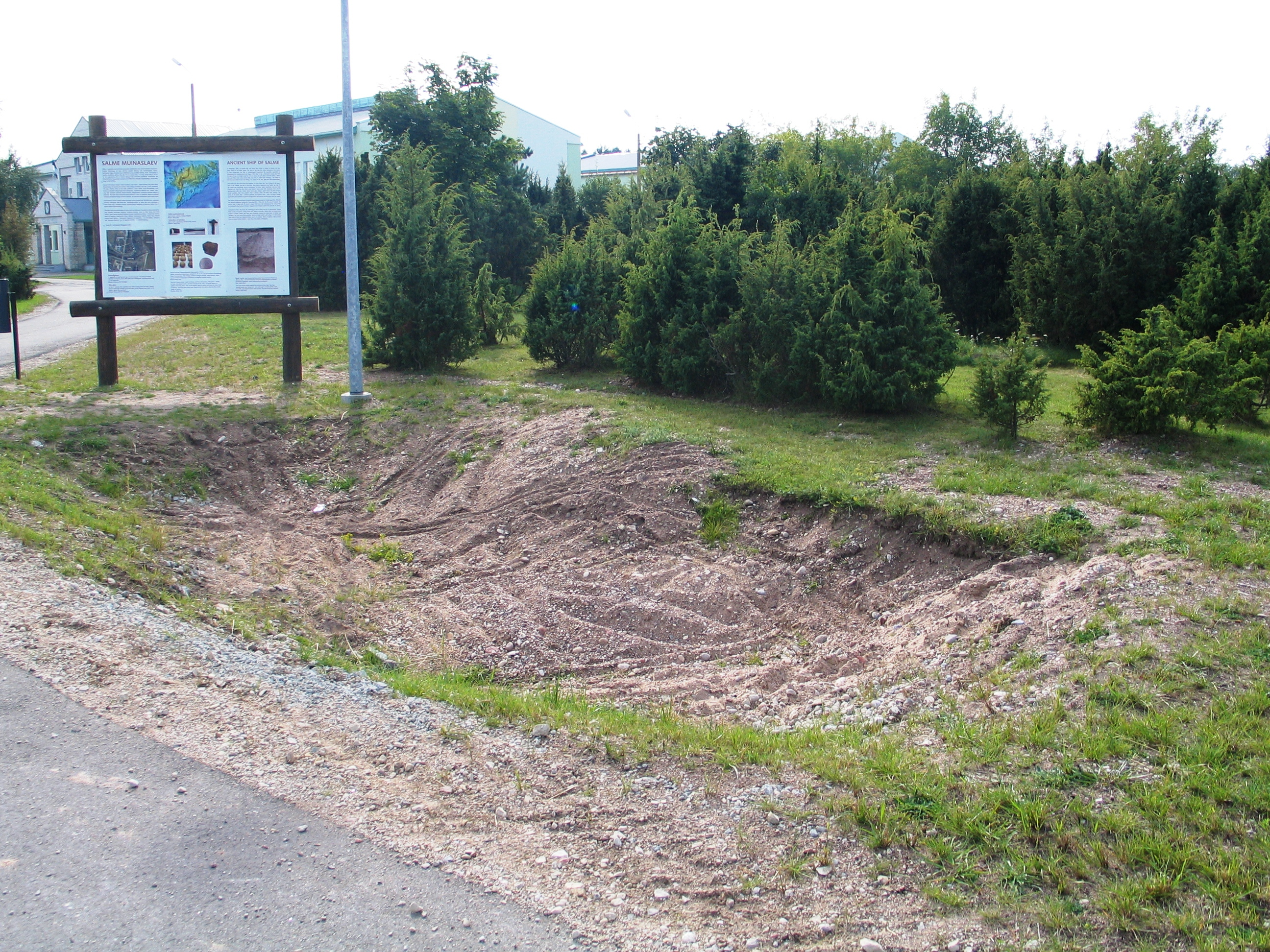
Wyeksplorowane miejsce, w którym znajdowała się jedna z łodzi

Pochówek łodziowy w Salme – stanowisko archeologiczne z pochówkiem 41 wojowników w dwóch łodziach, we wsi Salme na wyspie Sarema w Estonii. Młodzi, rośli mężczyźni pochodzili najprawdopodobniej z okolic jeziora Melar w dzisiejszej Szwecji. Polegli w walce około 750 roku naszej ery i zostali rytualnie pochowani z licznymi darami grobowymi.

## Odkrycie stanowiska
Pierwsze znalezisko kości ludzkich i elementów metalowych nastąpiło przypadkowo w trakcie prac nad budową sieci elektrycznej we wsi Salme w 2008 roku. W trakcie archeologicznych badań ratunkowych odkryto relikty drewnianej łodzi oraz częściowo zdekompletowane szczątki 7 mężczyzn. W toku dalszych badań odkryto w 2010 roku drugą łódź, odległą od pierwszej o 30–50 metrów, a w niej ułożone w stos ciała 34 dalszych mężczyzn. Datowanie radiowęglowe wskazało na okolice roku 750 naszej ery, zatem jest to okres kultury wendelskiej, jeszcze przed początkiem ery wikingów.

## Łodzie
Łodzie zachowały się w postaci widocznych w gruncie cienkich warstw próchnicy powstałej z rozłożonego drewna oraz tkwiących w nich żelaznych nitów, którymi były połączone zachodzące na siebie cienkie klepki, tworzące kiedyś poszycie zakładkowe kadłubów.
Mniejsza z jednostek miała około 11,5 m długości i 2 m szerokości, była zapewne napędzana przez 6 par wioseł. Większa łódź miała od 17 do 17,5 m długości i 3 m szerokości. Ślady drewna jednoznacznie wskazują, że miała ona stępkę, niezbędną do stosowania napędu żaglowego. Ciała pochowanych w niej ludzi przykryte były tkaniną lnianą, której pozostałości udało się odkryć – interpretuje się ją jako żagiel. 
Pierwszą łódź znaleziono na lądzie, około 230 metrów od współczesnej linii brzegowej, na wysokości 4,58 m nad współczesnym poziomem morza. Uwzględniając zmiany poziomu morza łódź była pierwotnie położona około 1,2 metra nad poziomem morza, około 100 metrów od jego brzegu, na cyplu dziś już nieistniejącej wąskiej i płytkiej cieśniny oddzielającej Saremę od Półwyspu Sõrve, który wówczas był odrębną wyspą na Bałtyku. Obie łodzie zostały ustawione wzdłuż osi SE–NW (40°), typowej dla skandynawskich pochówków łodziowych, pokrywającej się z kierunkiem widocznej w tym miejscu o północy Drogi Mlecznej. Razem z pochówkami zostały następnie częściowo przysypane ziemią i kamieniami, ale bez tworzenia kurhanów. W krótkim czasie morze naniosło na nie warstwę piasku i żwiru.
W 2016 w specjalistycznym ośrodku badań nad małymi jednostkami pływającymi Uniwersytetu Technicznego w Tallinnie stworzono model większej z dwóch łodzi i rozpoczęto badania nad jej właściwościami żeglugowymi, przeprowadzając między innymi próby holowania w specjalnie wyposażonym basenie. 

## Pochowani wojownicy

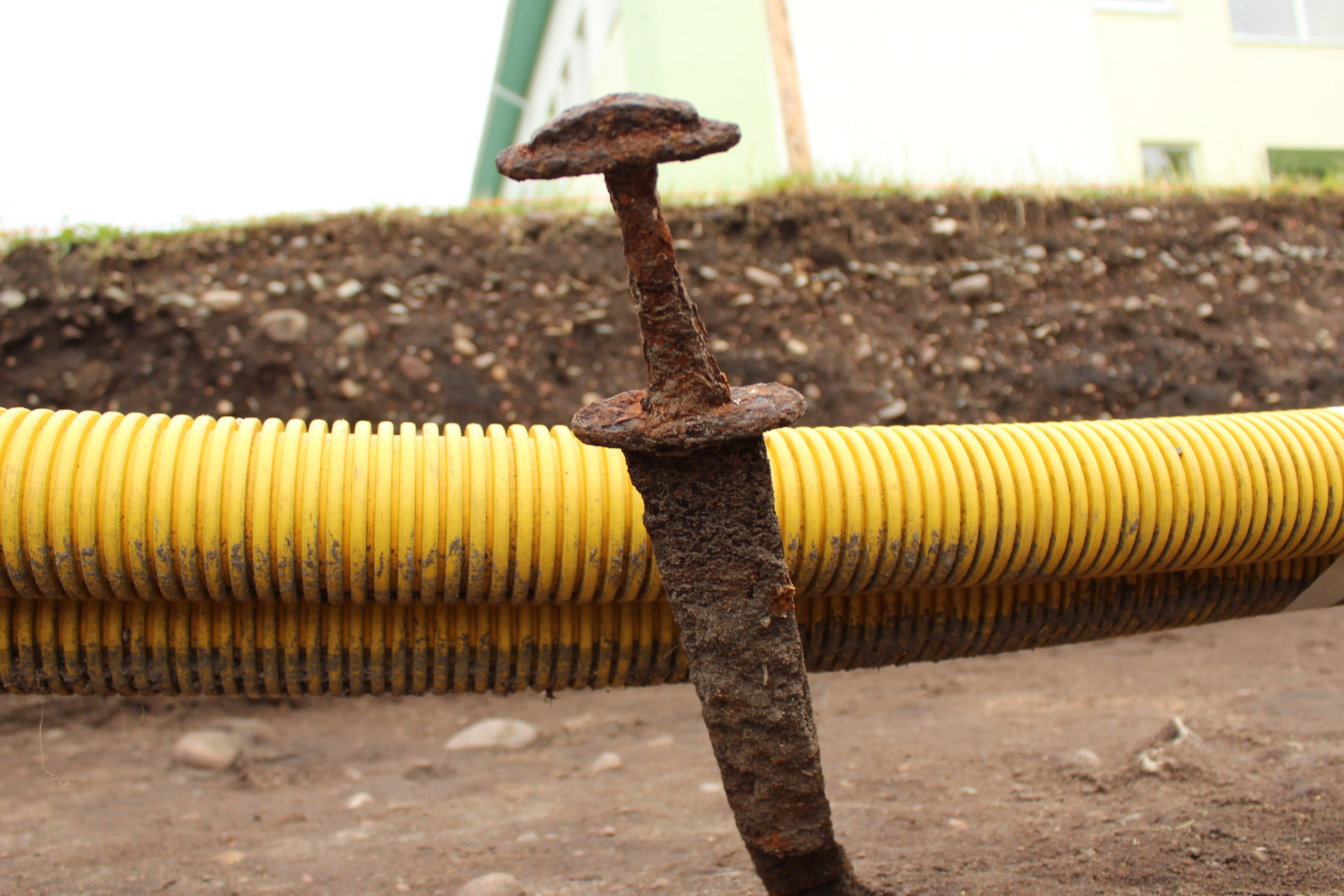
Miecz typu spatha znaleziony w okolicy jednej z łodzi.

W mniejszej łodzi znajdowało się 7 ciał, swobodnie ułożonych, być może pierwotnie w pozycjach siedzących. W większej łodzi 34 ciała zostały ułożone w czterowarstwowy stos na powierzchni o wymiarach 4 metry na 3 metry: najniższa warstwa leżała w poprzek kadłuba, pozostałe trzy składały się ze zwłok ułożonych wzdłużnie. Jest to o tyle niezwykłe, że wcześniej znane pochówki łodziowe ze Skandynawii zwykle nie przekraczały dwóch osób jednocześnie w nich pochowanych, a jedynie w jednym znanym wypadku były to trzy osoby i w jednym cztery.
Wszyscy pochowani byli młodymi mężczyznami. W większości byli oni wysocy jak na ówczesne społeczeństwo, średni zrekonstruowany wzrost wynosił 174,3 cm i waga 76,6 kg. Wielu z nich cierpiało na problemy z zębami, typowe dla szkorbutu. 
Z pięciu czaszek wyjęto po jednym zębie i wykorzystano je do analiz izotopowych. Wskazały one na to, że wojownicy nie pochodzili z Saremy, a prawie na pewno nawet nie ze wschodniej części Morza Bałtyckiego. Wyniki analiz pasują za to do okolic jeziora Melar w dzisiejszej Szwecji, na które wskazuje także stylistyka broni. Jest to zatem prawdopodobne miejsce pochodzenia wojowników. Należałoby ich zatem uznać za Swearów.
Każdą z warstw ciał przysypano ziemią przed ułożeniem następnej. Cały stos przykryto tarczami oraz tkaniną lnianą, przypuszczalnie z żagla.
Przy ciałach wojowników leżały żelazne miecze (łącznie około 40), zarówno jednosieczne (scramasax; było ich 10) jak i obosieczne (spatha), niektóre z kosztownymi zdobieniami rękojeści, wykonanymi z brązu, złoconymi i wysadzanymi kamieniami. Większość mieczów, w tym wszystkie obosieczne, rytualnie uszkodzono. Z broni znaleziono także groty strzał, noże i kilka grotów włóczni oraz tylko jeden toporek. Rekonstrukcje tarcz zachowanych w postaci również rytualnie uszkodzonych umb, nitów oraz warstw próchnicy pochodzącej z rozkładu elementów drewnianych pozwoliły ustalić, że były one okrągłe, o średnicy około 90–110 cm.
Przy ciałach znaleziono także 326 pionków i kostek do gier wykonanych z kłów morsa i fiszbinu, 15 zdobionych grzebieni z rogu, dwa naszyjniki z kłów niedźwiedzia, dwie brosze, garść paciorków wykonanych z różnych materiałów. Nie znaleziono żadnej ceramiki.
Zwłokom towarzyszyły ofiary grobowe ze zwierząt. Znaleziono szczątki dwóch pozbawionych głów jastrzębi, przerąbanych zwłok psów, a także kości owiec, kóz, cieląt, świń i ryb.

## Ślady walki
Wiele szkieletów nosi ślady ran zadanych mieczami, w tym także śmiertelnych. Znaleziono także ślady ran zadanych strzałami z łuku. Niektóre zwłoki mają też oznaki wskazujące na dekapitację. Pochowano je jednak z szacunkiem, układając odcięte części w pozycji anatomicznej. Ponadto w pozostałościach burt łodzi znaleziono groty strzał, które najwyraźniej wbiły się w nie w czasie walki. Podobnie zidentyfikowano groty, które kiedyś utkwiły w tarczach. 

## Interpretacja
Pierwotnie archeolodzy skłaniali się do hipotezy, że Skandynawowie udali się ze zbrojną misją z planem opodatkowania ówczesnych mieszkańców Saremy, jednak zostali odparci, po czym poległych napastników pochowano wedle rytuału skandynawskiego.
W późniejszych publikacjach przeważa pogląd, że Swearowie stanowili misję o charakterze dyplomatycznym i handlowym, podróżującą w eskorcie elitarnego oddziału wojowników, która została zaatakowana i zwyciężona przez konkurentów do kontroli nad bałtyckimi szlakami komunikacyjnymi, zapewne Gotów. Jako potencjalny cel wyprawy wskazuje się domniemane skandynawskie osiedle na Półwyspie Sõrve na Saremie, po którym pozostały ślady archeologiczne.